# Le Fils de Jean
 (décembre 2021).
Pour plus de détails, voir Fiche technique et Distribution.
Le Fils de Jean est un film dramatique franco-canadien réalisé par Philippe Lioret, sorti en 2016. Ce long-métrage est inspiré du roman Si ce livre pouvait me rapprocher de toi, de l'écrivain français Jean-Paul Dubois.

## Synopsis
À trente-trois ans, Mathieu Capelier ne sait pas qui est son père. Un matin, un appel téléphonique du Canada lui apprend que celui-ci, Jean Edel, qui vivait là-bas, vient de mourir accidentellement.
À la suite de cette nouvelle inattendue, il décide de faire un aller-retour de trois jours à Montréal afin d'en apprendre davantage sur ce géniteur qu'il n'a jamais vu. 
Arrivé au Québec, il est accueilli par Pierre Lesage, le meilleur ami de son père, qui paraît un peu contrarié par sa venue. Mathieu rassure Pierre en lui promettant de ne pas révéler qui il est à la famille du défunt — notamment à sa femme et à ses deux fils, Sam et Ben Edel, ses supposés demi-frères.
Ayant fait la connaissance de ces derniers, Mathieu éprouve une profonde déception et ne souhaite pas les fréquenter davantage. Il trouve cependant du réconfort auprès de la famille de Pierre — notamment sa femme Angie et sa fille Bettina — et finit par découvrir les véritables raisons pour lesquelles ce dernier l'a contacté.

## Fiche technique
- Titre original : Le Fils de Jean
- Titre anglais : A Kid
- Titres de travail : Les Yeux au ciel ; Un garçon[1]
- Réalisation : Philippe Lioret
- Scénario : Philippe Lioret et Natalie Carter
- Musique : Flemming Nordkrog
- Direction artistique : Yves Brover, Colombe Raby
- Décors : Frédérique Bolté
- Costumes : Ginette Magny
- Maquillage : Djina Caron (Canada) ; Véronique Soulier Nguyen
- Photographie : Philippe Guilbert
- Son : Jean-Marie Blondel, Germain Boulay, Éric Tisserand, Olivier Touche
- Montage : Andréa Sedlackova
- Producteur : Philippe Lioret et Marielle Duigou
  - Coproducteur : Pierre Even et Marie-Claude Poulin
- Sociétés de production : Fin Août Productions, Item 7 et France 3 Cinéma
- Sociétés de distribution : Le Pacte (France) ; Les Films Séville (Canada)
- Pays d'origine :  France et  Canada
- Langue originale : français
- Format : couleur — format d'image : 2,35:1
- Genre : drame
- Durée : 98 minutes
- Dates de sortie :
  - France : 28 août 2016 (Festival du film francophone d'Angoulême)
  - France : 31 août 2016 (sortie en salle)
  - Suisse : 31 août 2016
  - Belgique : 7 septembre 2016
  - Pays-Bas : 7 septembre 2016
  - Canada : 23 décembre 2016

## Distribution
- Pierre Deladonchamps : Mathieu Capelier
- Gabriel Arcand : Pierre Lesage
- Catherine De Léan : Bettina Lesage
- Marie-Thérèse Fortin : Angie Lesage
- Pierre-Yves Cardinal : Sam Edel
- Patrick Hivon : Ben Edel
- Lilou Moreau-Champagne : Anna Lesage
- Milla Moreau-Champagne : Rose Lesage
- Romane Portail : Carine
- Timothé Vom Dorp : Valentin Capelier
- Martin Laroche : Rémi

## Distinctions[2]
- prix Iris du meilleur acteur 2017 (Gabriel Arcand)
- César du cinéma - nommé pour Meilleur acteur dans un second rôle (Gabriel Arcand)
- César du cinéma - nommé pour Meilleur acteur (Pierre Deladonchamps)
- prix Lumières – nommé pour Meilleur acteur (Pierre Deladonchamps)
- Festival film by the sea - nommé pour Le Prix TV5Monde (Philippe Lioret)